# Puente Bisantis
El puente Bisantis (nombre oficial: viaducto Bisantis, también llamado puente Morandi, viaducto sobre el Fiumarella, o U Ponta 'e Catanzaru y U Ponta subb'a Hjumareddha en dialecto catanzarense) es un puente en arco para carretera y peatones, compuesto de una sola calzada y tres carriles, dos en dirección suroeste y uno en dirección noreste. Construido sobre un solo arco de hormigón armado, conecta el centro de Catanzaro con la Carretera Estatal 280 de los Dos Mares (Vial de Filippis, túnel Sansinato) y al noroeste con la periferia de la ciudad (distritos de Mater Domini y Gagliano), situados en el lado opuesto del valle del río Fiumarella (Calabria, Italia).
Construido por la empresa Sogene según el proyecto del ingeniero Riccardo Morandi, en el momento de su inauguración era el segundo puente de arco simple en hormigón armado en Europa y en el mundo por el ancho de su luz, después del puente de Sandöbron sueco. Hoy en día, a pesar de haber quedado fuera de los primeros 20 lugares de esta clasificación internacional, sigue siendo un hito en la historia de la ingeniería mundial.

## Historia
En años 1950, durante la presidencia de Fausto Bisantis (1948-1957), el Gobierno Provincial de Catanzaro acordó la construcción de un camino de acceso a la ciudad desde la vertiente occidental, pasando por el valle de Fiumarella, que une la Carretera 280 de los Dos Mares con el centro histórico y con La Sila.
En 1958, coincidiendo con el boom económico italiano, el nuevo presidente Aldo Ferrara (1958-1970) encargó a la empresa Sogene de Roma, una de las mayores constructoras del mundo, la ejecución del puente, con un costo estimado dos mil millones de liras, aproximadamente financiada al 50 % por la Cassa del Mezzogiorno.
El diseñador a cargo del proyecto, el ingeniero Riccardo Morandi, decidió abandonar la idea original de un viaducto de tres vanos, sustituyéndolo por un gran arco de hormigón armado, evitando así las dos altas pilas centrales de la solución inicial. El nuevo diseño era también más económico, debido a que el suelo de cimentación en el fondo del valle era la naturaleza aluvial, mientras que en las paredes del valle afloraba la roca.
El viaducto abrió en 1962, después de tan solo tres años de obras, después de pasar una prueba de carga que presenció con asombro gran parte de la ciudadanía catanzarense. Inmediatamente se convirtió en el símbolo de la ciudad de Catanzaro y uno de los elementos de identificación más conocidos de Calabria en el mundo.
En 1963 se hizo célebre (junto con otros lugares pintorescos de Catanzaro) en el cine italiano, apareciendo de manera espectacular en algunas escenas de la película "La balada de los maridos".
El 12 de octubre de 2001 se inauguró la iluminación de arco (actualmente en desuso), mientras que en 2002, con motivo del 40 aniversario de su construcción, el puente fue dedicado a la memoria de Fausto Bisantis, que más tarde se convertiría en senador de Italia.
En el 2012, Catanzaro celebró el 50 aniversario de su puente con una convención importante y una exposición histórica muy visitada en el Museo de Arte de la ciudad, con fotos antiguas y documentos originales. Con ocasión de este aniversario, el Servicio Postal Italiano emitió un sello conmemorativo especial.

## Características

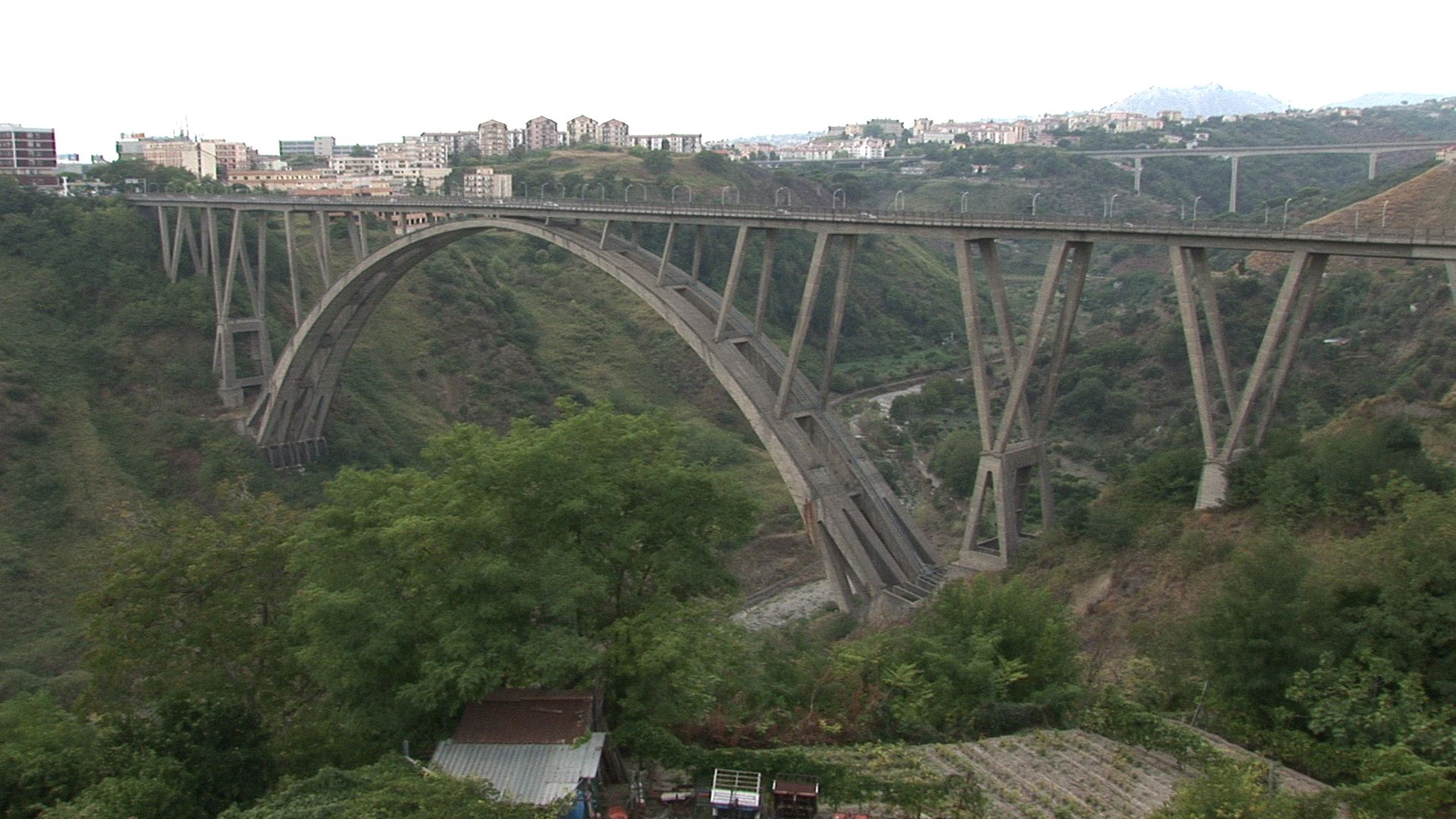
Vista del puente (al fondo, el barrio Mater Domini, el viaducto de la Tangencial Oeste y el Monte Tiriolo

El viaducto de Bisantis consiste en:
- Un arco en cuña, con arriostramientos internos y una luz de 231,00 m. La flecha teórica es de 66,12 m (relación flecha/luz de 0,286), con una viga continua superpuesta sobre caballetes oblicuos en "V".
- Dos accesos laterales para las vigas continuas formados por caballetes oblicuos en aspa,cimentados sobre el terreno.
- Dos elementos de transición entre el arco y los vanos laterales, formados por dos pórticos con juntas oblicuas que también sirven como articulación para absorber las deformaciones térmicas.

A pesar del color gris del hormigón visto, Morandi logró con este audaz trabajo una síntesis de las soluciones que había adoptado en trabajos anteriores, dentro de una notable elegancia formal. Él mismo lo define:

Una obra de arte de particular expresividad, entre las más modernas posibles, ya que fue diseñada con criterios de monumentalidad, sin el uso de decoraciones innecesarias.
Riccardo Morandi, El arco para el viaducto de la Fiumarella cerca de Catanzaro - en: La industria italiana del cemento, 7 de julio de 1961

La única excepción es el uso de unos estiletes dispuestos con un eje inclinado en un ángulo de 15°30', que irradian desde el arco en ambas direcciones equilibrando su perfil. Son una "firma" típica de Morandi, que los consideró la peculiaridad fundamental de este proyecto, como argumentó frente a los estudiantes de arquitectura de la Universidad de Florencia:

Aparte de cualquier consideración compositiva y de originalidad de la expresión, es preciso que, para los derechos que para los estiletes que gravitan sobre las paredes del valle, su oblicuidad permite una mejor división de las luces de la viga superior, con la reducción de los costos de la cimentación; mientras que, para aquellos que pesan sobre el arco, su oblicuidad determina una serie de componentes horizontales en el arco mismo, favorables a su estabilidad.
Forma e Struttura dei Ponti, Compendio de las lecciones impartidas en la Facultad de Arquitetura de la Universidad de Florencia - A.A. Roma, Tip. E. Nicoletti, 1960

La fibra media del arco, con un desarrollo de 274,76 m, coincide con una curva polinómica de quinto grado que abarca el mayor número posible de puntos comunes con el polígono funicular del mismo arco como resultado de su propio peso, a excepción de algunos puntos de discontinuidad de curvatura del polígono por efecto de cargas concentradas y correcciones añadidas por Morandi para tener en cuenta las deformaciones elásticas y plásticas.

## Construcción
El puente fue construido por la empresa Sogene. Hasta los años 1960, el uso de hormigón armado para la construcción de puentes en forma de arco tenía como punto débil el alto costo de la cimbra. El propio Morandi ya había encontrado una brillante idea para su sustitución en el diseño y construcción de dos de sus puentes anteriores: la Pasarela sobre el Torrente Lussia (Garfagnana, 1953) y el Puente Paul Sauer (África del Sur, 1953-1956). La técnica consiste en construir los dos semiarcos en una posición vertical en los lados opuestos, y luego hacerlos girar, inclinándolos uno hacia el otro hasta que se unan en la clave, es decir, en el centro del arco.
Varios puentes recientes en arco de hormigón armado en China fueron construidos de esta manera, pero la solución que se va a imponer a partir de los años 1980 será la de construir el arco sujetándolo con tirantes provisionales. Esta técnica ha permitido que los arcos alcancen luces considerables, como en los dos Puentes de Krk (Veglia en italiano), que unen desde 1980 al continente la isla croata homónima, con luces de 390 m y 244 m respectivamente. Una forma alternativa es ir insertando segmentos de hormigón pretensado del arco hasta que las dos mitades se encuentren en la clave.
Para crear el puente de Catanzaro, Morandi usó una cimbra especial, la única de su tipo instalada en Italia. Construida por Dalmine-Innocenti, era un soporte a medias de hormigón (5 robustos caballetes, tres de ellos erigidos en el centro del valle y tan altos como edificios de 10 pisos) y de acero (una serie de tubos dispuestos en forma de abanico de hasta 60 m de altura). En 1962, la cimbra del puente de Catanzaro era la mayor del mundo: con 120 m de altura, podía soportar ráfagas de viento superiores a 140 km/h. Para lograr esto, se utilizaron 450 km de tubos de acero con un total de 2000 toneladas de peso, y se fijaron entre sí con 245.000 juntas.
Delicadísima fue la fase de alineación de las varillas y su sujeción, lo que requirió "un equipo especial de ensambladores que supervisarían sin interrupción todas las juntas de la cimbra". Pero aún más compleja fue la operación de moldear el hormigón para el arco, o más bien, para sus laterales, ya que es casi completamente hueco por dentro, ya que de lo contrario ninguna costilla podría haber soportado el peso resultante. Esta operación duró del 5 de diciembre de 1960 hasta el 1 de marzo de 1961, con dos turnos diarios de 10 horas. El proceso era especialmente delicado, "al tener que evitar la deformación anormal e incluso las distorsiones inducidas en la estructura". El hormigón utilizado contenía "grava de sílice Cz Lido, arena granítica del río Alli y cemento de la fábrica de cemento de Catanzaro".
En el momento de retirarse la cimbra, el arco descendió en la clave aproximadamente 75 mm, contra los 100 mm esperados. Históricamente fue la primera vez que un arco de tales dimensiones no colapsó en el momento de ser descimbrado.

## Clasificación
Utilizando datos oficiales y actualizados, se tienen las siguientes posiciones:
Entre todos los puentes en arco, construidos en hormigón armado o acero:
- Luz (año 2018):
  - 22.º de Europa (el 1º es el puente de Krk);
  - Entre los 100 primeros del mundo;
- Luz (año 1962):
  - 6.º de Europa;
  - 16.º del mundo.

Entre los puentes en arco construidos en hormigón armado:
- En 1962:
  - 1..º del mundo por altura;
  - 1..º del mundo con luz de más de 200 m que no cedió en el momento del descimbrado;
  - 1..º del mundo por la altura del arco (más de 120 m);
  - 2..º del mundo por la luz (el 1.º, con 264 m era el puente de Sandöbron);
- En 2018:
  - 2.º en Europa por altura (superado por el viaducto de los Tilos, en la isla de La Palma);
  - 11.º en Europa por la luz;
  - 1.º (y único) en Italia por luz, altura y longitud.

Este último es probablemente el registro más notable del puente Bisantis.

## Suicidios
Las autoridades, en un intento de evitar algunos casos de suicidio, han levantado un vallado lateral, aunque continúan ocurriendo casos incluso después de construirse las protecciones.

## Galería de imágenes
|                                                                 |
| Puente Bisantis - Vista del complejo monumental de San Giovanni |

|                                  |
| Puente Bisantis - Vista nocturna |

|                        |
| Puente Bisantis nevado |

### Textos detallados
- Prof. Ing. Riccardo Morandi (julio de 1961). «L'arco per il viadotto della Fiumarella presso Catanzaro».  En AITEC, ed. L'Industria italiana del cemento (Roma). anno XXXI (7): 341-352. ISSN 0019-7637.